# 860-talet

## Händelser
- Rurik grundar Kievriket år 862.
- Mikael III och Bardas invaderar Bulgarien
- Vikingarna bränner Paris 28 maj 861.
- Bulgarien konverterar till ortodox kristendom under Boris I:s styre.

## Födda
- 865 – Ludvig III av Frankrike, kung av Västfrankiska riket.
- 865 – Robert I av Frankrike, kung av Västfrankiska riket.
- 866 – Karloman II, kung av Västfrankiska riket.
- 866 – Leo VI, kejsare av Bysantinska riket.

## Avlidna
- 3 februari – Ansgar, tysk munk, missionär, helgon och ärkebiskop av Hamburg-Bremen.
- 13 november 867 – Nicolaus I, påve.
- 867 – Mikael III, kejsare av Bysantinska riket.